# Naomi Valenzo
Naomi Valenzo (1974, Distrito Federal, México) es juez nacional e internacional de gimnasia. Ha cubierto casi todas las facetas de la gimnasia, desde voluntaria, Presidenta de la Unión Panamericana de Gimnasia, hasta responsable de la organización en los Juegos Olímpicos de Río de Janeiro 2016.

## Biografía
Con ascendencia japonesa, Naomi Valenzo nació en el año de 1974 en la capital de México, el Distrito Federal. Estudió la Licenciatura en Administración en la Universidad Autónoma de México, obteniendo su título en el año de 1999. También, inició su trayectoria como gimnasta artística y apenas a los 18 años de edad, tomó un curso de capacitación para ser juez de esta disciplina, incrementando posteriormente su grado con otros cursos.
También, obtuvo una maestría en Ingeniería en Imagen Pública, por el Colegio de Consultores en Imagen Pública, además de otros estudios relacionados de manera directa con el deporte entre los años de 1990 al 2011.

## Trayectoria deportiva
Con apenas 33 años de edad, en el año 2007 fue designada la juez número uno del mundo por el Congreso de la Federación Internacional de Gimnasia (FIG), dedicando así su carrera en la distribución de puntajes en la evaluación, la apreciación del programa mexicano y detalles de arbitraje para campeonatos nacionales, así como olimpiadas. Naomi Valenzo, desde entonces, tuvo en la mira el dirigir federaciones tanto latinoamericanas, como internacionales.
```
Es un compromiso muy grande (ser la mejor del mundo), porque piensan que ya eres experta en un aparato o que lo sabes todo, que eres la más responsable en una modalidad en particular. Ahora en los próximos Juegos Panamericanos me postularé para el Comité técnico de la Unión Panamericana, soy miembro pero pretendo ser presidenta. Esto es otra responsabilidad, no sólo con México sino con toda la zona panamericana y de América Latina.
[
5
]
```

En el año 2012, al ser Jurado Superior  en los Juegos Olímpicos de Londres 2012, formó parte de la controversia sobre el cambio del veredicto de la medalla de bronce de la rumana Catalina Ponor, después de una protesta que prosperó de la Federación de Gimnasia de los Estados Unidos. También participó como Coordinadora de la mesa de jueces de los Juegos Olímpicos de Beijing (2008) Juegos Olímpicos de Atenas (2004) y Juegos Olímpicos de Sídney 2000.
Se le otorgó el Premio Nacional de Deportes (México) en la catogoría inédita de Juez o árbitro por parte del Presidente Enrique Peña Nieto en el 2012. Actualmente es vicepresidenta de la Comisión Técnica de Gimnasia Artística Femenil en la Federación Internacional de Gimnasia (FIG), presidenta de la Unión Panamericana de Gimnasia y Vicepresidenta de la Federación Mexicana de Gimnasia y participará en la organización de los Juegos Olímpicos de Río de Janeiro 2016.